# Top Álbuns Brasil
Top Álbuns Brasil (anteriormente CD – Top 20 Semanal ABPD ou CD Top 20) foi uma parada oficial de vendas do Brasil, feito pela Pro-Música Brasil, cujas pesquisas eram feitas pela Nielsen. O ranking era fornecido semanalmente pelo website Portal SUCESSO! e pela Billboard Biz na parada Brazil Albums.

## Histórico
A parada da Pro-Música Brasil começou a ser publicada no final de junho de 2009, com Top 10 de CD e de DVD, que em primeiro lugar apareciam a coletânea da novela Paraíso e o álbum ao vivo de Fábio de Melo "Eu e o Tempo". Semanas depois em Julho de 2009, a Pro-Música Brasil parou de pesquisar as vendas em DVD e passou a somente nos CD e em 17 de agosto do mesmo ano, a Nielsen começou a publicar os 20 mais vendidos do Brasil desde então. A tabela foi descontinuada após a semana 20 de março a 26 de março de 2017, quando o Portal Sucesso deixou de divulgar as informações. O último álbum a atingir a primeira colocação foi Realidade de Marília Mendonça.

## Álbuns mais vendidos por ano
| Ano  | Álbum                            | Artista                  | Gravadora          | Certificação | Ref.   |
| ---- | -------------------------------- | ------------------------ | ------------------ | ------------ | ------ |
| 2000 | Laços de Família - Nacional      | Vários Artistas          | Som Livre          | 2× Platina   | [ 7 ]  |
| 2001 | Acústico MTV                     | Roberto Carlos           | Sony Music         | Diamante     | [ 8 ]  |
| 2002 | Xuxa só para Baixinhos           | Xuxa                     | Som Livre          | Ouro         | [ 9 ]  |
| 2003 | Mulheres Apaixonadas             | Vários Artistas          | Som Livre          | 2× Platina   | [ 10 ] |
| 2004 | Leonardo Canta Grandes Sucessos  | Leonardo                 | BMG                | Diamante     | [ 11 ] |
| 2005 | Perfil                           | Ana Carolina             | Sony BMG/Som Livre | Diamante     | [ 12 ] |
| 2006 | Minha Benção                     | Padre Marcelo Rossi      | Sony BMG           | 2× Diamante  | [ 13 ] |
| 2007 | Minha Benção                     | Padre Marcelo Rossi      | Sony BMG           | 2× Diamante  | [ 14 ] |
| 2008 | Ao Vivo em Uberlândia            | Victor & Leo             | Sony Music         | 3× Platina   | [ 15 ] |
| 2009 | Iluminar                         | Padre Fábio de Melo      | Som Livre          | 3× Platina   | [ 16 ] |
| 2010 | Luan Santana - Ao Vivo           | Luan Santana             | Som Livre          | Platina      | [ 17 ] |
| 2011 | Ágape Musical                    | Padre Marcelo Rossi      | Sony Music         | 4× Diamante  | [ 18 ] |
| 2012 | Esse Cara Sou Eu                 | Roberto Carlos           | Sony Music         | 3× Diamante  | [ 19 ] |
| 2013 | Já Deu Tudo Certo                | Padre Marcelo Rossi      | Sony Music         | 5× Diamante  | [ 20 ] |
| 2014 | O Tempo de Deus                  | Padre Marcelo Rossi      | Sony Music         | Diamante     | [ 21 ] |
| 2015 | Quando Deus Quer, Ninguém Segura | Padre Reginaldo Manzotti | Som Livre          |              | [ 22 ] |
| 2016 | Sambas de Enredo 2017            | Vários Artistas          | Universal Music    |              | [ 23 ] |

## Recordes

### Recordes de álbuns

#### Mais semanas acumuladas em primeiro lugar
- (27 semanas) I Want To Know What Love Is — Mariah Carey (2009)

- (27 semanas) My Worlds — Justin Bieber (2010)
- (19 semanas) Paula Fernandes: Ao Vivo — Paula Fernandes (2011)
- (17 semanas) Ágape Musical — Padre Marcelo Rossi (2011)
- (13 semanas) Acústico — Luan Santana (2015)
- (12 semanas) O Que É Que Eu Sou Sem Jesus — Padre Alessandro Campos (2014-2015)
- (11 semanas) Sambas de Enredo 2014 — Vários artistas (2014)
- (10 semanas) Anitta — Anitta (2013)
- (9 semanas) "25" - Adele (2015-2016)
- (9 semanas) 7/27 - Fifth Harmony (2016)

### Recordes adicionais
- Paraíso Nacional, foi primeiro álbum a ser número um na parada.
- Ana Carolina, foi a primeira mulher a ter um álbum sendo número um na parada e a primeira cantora nacional.
- Fábio de Melo, foi o primeiro cantor nacional a ter um álbum número.
- Michael Jackson, foi o primeiro cantor internacional a ter um álbum número um e ter dois álbuns sendo número um consecutivo.
- Elas Cantam Roberto Carlos, foi o primeiro álbum com maior números de semanas em 1º lugar, sendo sete no total.
- Mariah Carey é a artista internacional que detém o maior número de semanas em 1º lugar, sendo vinte e sete no total.
- Paula Fernandes é a artista nacional detém o maior número de semanas em 1º lugar, sendo dezenove no total.
- Padre Marcelo Rossi é o artista religioso que detém o maior número de semanas em 1º lugar, sendo quinze no total.
- RBD, grupo musical mexicano, tornou-se o primeiro artista na história da indústria fonográfica do país a emplacar, simultaneamente, dois álbuns de idiomas diferentes no topo da parada musical brasileira.[24]